# Dom Polski w Czerniowcach
Dom Polski w Czerniowcach – ośrodek kulturalny społeczności polskiej w Czerniowcach na Bukowinie.
W Czerniowcach, oprócz polskiego, istnieje jeszcze kilka domów narodowych: niemiecki, rumuński, ukraiński oraz żydowski.

## Historia
Do czasu przyłączenia w roku 1774 Bukowiny do Austrii zamieszkiwało tam niewielu Polaków. Po przyłączeniu w roku 1786 Bukowiny do Galicji władze zachęcały Polaków do osiedlania się w tym kraju. Przybywali chłopi chroniący się przed pańszczyzną i uchodźcy polityczni, przeważnie z Podola.
Polacy stworzyli kilka organizacji, wśród nich „Bratnią Pomoc” i „Czytelnię Polską”. Z inicjatywy „Gazety Polskiej” (red. Klemens Kołakowski) rozpoczęto zbiórkę środków na budowę Domu Polskiego.
Pod patronatem „Czytelni Polskiej” powstawały nowe organizacje, m.in. Towarzystwo Akademików Polskich „Ognisko”, Polskie Koło Bukowińskie, „Sokół”, Towarzystwo Rzemieślników „Gwiazda”, Koło Pań Towarzystwa Szkoły Ludowej.
Sprawą budowy Domu Polskiego zajęli się lekarz Tadeusz Mischke i kierownik Sądu Apelacyjnego Jakub Simonowicz. Na początku XX wieku wykupili lokal przy ulicy Pańskiej 40 (obecnie ul. Olgi Kobylańskiej).
W roku 1904 przedstawiciele Czytelni Polskiej wystąpili o zgodę na rozbudowę obiektu o salę widowiskową. Rozbudowę ukończono w roku 1905. Projektem i realizacją zajął się architekt Franciszek Skowron. Dekorację największej sali, służącej również jako sala widowiskowa, zaprojektował w stylu zakopiańskim inż. Konrad Gorecki, kierownik techniczny budowy Domu Polskiego. Rzeźby w drewnie w stylu zakopiańskim wykonał snycerz Walery (Walerian) Skwarnicki. Kurtynę sceny, znaną jako "Sabałowa bajka", wymalował lwowski artysta malarz Stanisław Kaczor Batowski (1866-1946). Przedstawiała ona Sabałę na tle krajobrazu tatrzańskiego. Dom Polski działał od roku 1905 do roku 1945.
W okresie przynależności Czerniowiec do Ukraińskiej SRR w budynku działało kino, potem szkoła muzyczna. Obecnie mieści się w tym budynku Towarzystwo Kultury Polskiej im. Adama Mickiewicza.